# خانه نیما یوشیج (تهران)
خانهٔ نیما یوشیج بنایی است مربوط به دورهٔ محمدرضا پهلوی واقع در خیابان دزاشیب تهران. طبق گفتهٔ کامیار عابدی، نیما یوشیج بخش عمده‌ای از زندگی‌اش را در این خانه گذرانده‌است. به گفتهٔ شراگیم یوشیج نیما این خانه را با وامی که همسرش، عالیه جهانگیر، از بانک ملی گرفت ساخت. با مرگ نیما یوشیج در سال ۱۳۳۸ و عالیه جهانگیر در ۱۳۴۳، شراگیم خانه را در سال ۱۳۴۵ فروخت.
خانه ۵ اتاق دارد: ۴ اتاق تودرتو و اتاقی جدا از سایر اتاق‌ها که گفته می‌شود اتاق نیما بوده‌است. ایوان ورودی ساختمان ۸ ستون آبی‌رنگ با سطح مقطع دایره‌ای‌شکل دارد. مساحت زیربنای آن ۱۶۰ متر مربع و مساحت کل زمین ۶۸۰ متر مربع است. سقف بنا شیروانی است و در حیاط آن درختانی قدیمی دیده می‌شود.در حال حاظر خانه آماده بازدید عموم است 
اسفند ۱۴۰۳ 

## ثبت ملی
این اثر در سال ۱۳۸۰ با شمارهٔ ۴۶۰۳ ثبت ملی شد اما در آبان ۱۳۹۶ با شکایت مالکین وقت به دلیل آنچه «نبودن اسناد ارتباط خانه با نیما یوشیج» عنوان شد با حکم دیوان عدالت اداری ایران از فهرست خارج شد. با استعلام سازمان میراث فرهنگی از سازمان اسناد ایران و اثبات مالکیت نیما یوشیج بر خانه، بنا «واجد ارزش» شناخته شد و بهمن ۱۳۹۶ دوباره وارد فهرست آثار ملی ایران شد.

## تغییر مالکیت
در خرداد ۱۳۹۸ اعلام شد که سازمان زیباسازی شهر تهران با مالکین بنا به توافق رسیده و خانه به نام شهرداری تهران سند زده شده‌است. طبق اعلام شهرداری، پس از مرمت، بازدید عموم از این بنا آزاد خواهد بود.